# Johannes Hejl
Anton Johannes Hejl (født 1. oktober 1972) er en dansk/amerikansk musiker. Født på New Experimental College i Thy (Verdensuniversitetet) af amerikanske forældre. Faren John W. Hejl var en draft-dodger (en) der måtte forlade USA efter han i San Francisco deltog i offentlig afbrænding af sine indkaldelses papirer til Vietnamkrigen. Mor Susan Herman studerede kunst i Detroit, hvorefter hun flyttede til Bornholm for at lære om keramik. Hun mødte Aage Rosendal Nielsen i København og blev ansat som hans sekretær i forbindelse med opstarten af International Højskole, der fandt lokaler i Thy.

## Karriere

### Baggrund
Dansk/amerikansk musiker siden 1995 med Kontrabas og elbas som hovedinstrument. Er især kendt for at have bidraget kreativt til bands som Sorten Muld, Klondyke og til en række musikforestillinger. Har desuden drevet eget pladeselskab og arbejdet som lydtekniker med primært akustiske indspilninger efter et princip om at skabe et organisk og nærværende lydbillede gennem optagelse med primært een stereo-mikrofon. Optagelser foregår på lokationer hvor stemning og rumklang bidrager til musikken. Et tidligt eksempel er to første udgivelser med jazzgruppen Pauseland.

### Indgang til liv med musik
Anton Johannes Hejls vej ind i musikken startede med klassisk musik, da han på Steiner Skolen i Aarhus blev undervist i bratsch af Gunnar Krarup. En interesse for 80'ernes dansemusik voksede og keyboard og elbas blev AJH's store interesse. Ringkøbingbandet Just Panic skrev egen funk/soul inspireret musik. Da AJH som 15-årig blev medlem, blev samspillet med de mere erfarne musikere en inddragelse i den danske musikscene, herunder erfaringer med at spille på scener - rundt i landet: Thy Festival og opvarmning for Kim Larsen og Johnny Madsen samt spillesteder som Vestergade 58 og Huset i Aarhus. Ajh’s nysgerrig førte hurtigt til køb af kontrabas og oplevelser med undervisning af Butch Lazy, Pierre Dørge, Jan Kaspersen og frivilligt arbejde som musikalsk assistent på Odin Teatret - bl.a. med forestillingen Skibet Bro  af Kirsten Dehlholm - Hotel Pro Forma. Efter 2 år på MGK i Holstebro, kom AJH ind på den nyligt godkendte Rytmiske Musikuddannelse CRMB i Silkeborg (1992-96), hvis speciale var faget SDS - Sang, Dans og Spil.

### Start på karriere som musiker
Fra 1996 spillede AJH kontrabas i gruppen Sorten Muld. Det var også her AJH undersøgte muligheder for strøget (arco) kontrabas inspireret af tidens elektroniske musik. Disse eksperimenter førte bl.a. til at AJH i 2000 vandt (sammen med fem andre) komponistkonkurrencen miniaturer udskrevet af Statens Kunstfond. Musikken bestod af 3 minutters solo arco kontrabas. Siden 2001, hvor AJH flyttede til Aarhus efter 3 år i Göteborg, har AJH primært spillet bas på teaterkoncerter og i bands med danske sangskrivere.

### Tre kunstneriske spor
1. AJH er inspireret af musikere der udtrykker stor originalitet og nysgerrighed. Bl.a. bassister som Charlie Haden, Bertram Turetzky [7], Cachao (en), Willie Dixon og Charles Mingus. Dette førte til en række eksperimenterende bands og projekter. Herunder John Tchicai/Peter Laugesen [8], Thunderbear[9], The Lonely Nudist (med Knud Odde)[10], Chutzpah, Laila & Symfobia, Munch & Munk og Sorten Muld.
2. En glæde ved amerikansk roots musik og rollen med at akkompagnere singer/songwritere i denne tradition voksede frem. Dette førte til samarbejder i bands: Mikael K & Klondyke, Nive & the Deer Children, Antophones[11] og Oak Now Willow.
3. Musik som del af en større sammenhæng der inddrager flere kunstneriske elementer vækker AJH's nysgerrighed - udvidelser af musikken som f.eks. kostumer, sminkning, dans, historiefortælling, lyssætning, videoprojektering. Denne nysgerrighed har ført til arbejde med en bredde af forestillinger: Nycirkus, Teaterkoncerter, morderne danseforestillinger, musikforedrag og eksperimenterende musicals.

## Forestillinger
- Laser og Pjalter, Musical - Aalborg Teater - 2023
- Genopsætning SoM, Musical - Aalborg Teater - 2019
- Sound of Music, Musical - Aalborg Teater - 2018
- Hair, Musical - Aalborg Teater - 2017
- Sommer i Tyrol, Teater Koncert - Aalborg Teater - 2016
- Ein Bisschen Frieden, Teater Koncert - Aalborg Teater - 2015
- Fregatten Jylland, Ole Thestrup/Stig Rossen - Dansk Musik Teater - 2013
- MAESTRO, Teater Koncert - Svalegangen, Nordkraft, Team Teatret - 2012
- Tom Waits Teaterkoncert - Aarhus Teater - 2009
- Gamle venner (Bob Dylan på dansk), Teaterkoncert - Jomfru Ane Teatret - 2009
- Ved sine fulde fem, Ridehuset (Laila & Symfobia + Performancegruppen 5fatal) - 2008
- Rime-Djävelen, Hans Sydow koncertforedrag turné om H.C. Andersen - 2005
- Den Store Bastian, Svalegangen - 2005
- TRIPLING, Multimedia performance i Ridehuset - 2005
- Mod til ro, Narren Festival i Ridehuset - 2003 (samt på Teater Festival på Sardinien)
- Hvem har du favnet i natten, Mari Brolin Tani Danseteater - 2000
- TRAGICA 3.0, Sorten Muld / Chris Kondek [12] Aarhus Festuge - 1998 (Also played in Copenhagen and Odense)